# Зарицкий, Евгений Ерофеевич
Евгений Ерофеевич Зарицкий — советский хозяйственный, государственный и политический деятель.

## Биография
Родился в 1929 году в посёлке Кубеновка. Член КПСС.
С 1945 года — на хозяйственной, общественной и политической работе. В 1945—1994 гг. — рабочий, агроном, главный агроном, директор совхоза, на хозяйственной работе в Северо-Казахстанской области, первый секретарь Ленинского райкома[уточнить] КПК, первый заместитель министра сельского хозяйства, министр пищевой промышленности Казахской ССР, председатель Тургайского облисполкома, заместитель председателя ОСВОД Казахской ССР, советник президента корпорации «КРАМДС».
Избирался депутатом Верховного Совета Казахской ССР 9-го, 10-го и 11-го созывов.